# Igor Rataj
Igor Rataj (* 3. Januar 1973 in Poprad, Tschechoslowakei) ist ein ehemaliger slowakischer Eishockeyspieler, der über viele Jahre beim  HC Slovan Bratislava und HK ŠKP Poprad in der slowakischen Extraliga sowie beim  HC Liberec und HC Slavia Prag in der tschechischen Extraliga aktiv war. Zuletzt spielte er zwischen 2011 und 2017 beim EK Zell am See in der Alps Hockey League.

## Karriere
Igor Rataj begann seine Karriere in seiner Heimatstadt beim HK ŠKP Poprad, für den er in der Saison 1992/93 sein Debüt in der 1. Liga, der höchsten Spielklasse der Tschechoslowakischen Föderation gab. In den folgenden Jahren spielte er für Poprad in der neu gegründeten slowakischen Extraliga, bevor er 1998 zum HC Slovan Bratislava wechselte. Mit Slovan gewann er 2000 seine erste Slowakische Meisterschaft. Im Sommer 2001 wurde Rataj von Amur Chabarowsk aus der russischen Superliga verpflichtet, er verließ diesen Klub jedoch bereits nach 13 Saisonspielen und kehrte zu Slovan Bratislava zurück. In derselben Spielzeit gewann er mit Slovan einen weiteren Meistertitel und ein Jahr später konnte dieser Erfolg wiederholt werden.
Vor der Spielzeit 2003/04 unterschrieb er einen Vertrag beim HC Liberec aus der tschechischen Extraliga. Rataj erfüllte diesen Vertrag jedoch nicht, sondern verließ Liberec nach neun Saisonspielen. Den Rest der Saison verbrachte er beim HC Znojemští Orli. Im Sommer 2004 versuchte er es erneut in Liberec und absolvierte insgesamt zwei Spielzeiten für die „Weißen Tiger“. 2005 erreichte er mit dieser Mannschaft das Playoff-Halbfinale. Über den HC Lasselsberger Plzeň kam er 2006 zum HC Slavia Prag, mit der er in der Saison 2007/08 seinen ersten tschechischen Meistertitel gewann.
Im Mai 2008 wurde bekannt, dass Rataj einen Vertrag beim slowakischen Erstligisten HC Košice unterschrieben hatte. Nach 14 Spielen für Košice wechselte er jedoch zurück zu seinem Heimatklub, dem HK ŠKP Poprad, da er meist nur in der dritten Angriffsreihe zum Einsatz kam und daher unzufrieden mit seiner Rolle war.
Im Oktober 2010 verließ er seinen Heimatclub und nahm ein Vertragsangebot des MHC Martin an. Einen Monat später wurde der Vertrag mit dem MHC Martin aufgelöst. Bis zum Saisonende spielte er für dessen Ligarivalen MsHK Žilina. Zur Saison 2011/12 wechselte er zum EK Zell am See aus der Nationalliga, der zweiten österreichischen Spielklasse. 2017 beendete er seine Karriere und arbeitet seither als Nachwuchstrainer.

### International
Igor Rataj hat neben seinen Erfolgen auf Vereinsebene auch einige Länderspiele absolviert: Für die Nationalmannschaft der Slowakei ging er bisher in 37 Spielen aufs Eis, in denen er acht Tore erzielte. Der Höhepunkt seiner Länderspielkarriere war die Teilnahme an der Weltmeisterschaft 1998.

## Erfolge und Auszeichnungen
- All-Star-Team der slowakischen Extraliga 1997/98
- Slowakischer Meister 2000, 2002 und 2003
- Tschechischer Meister 2008

## Karrierestatistik
(Legende zur Spielerstatistik: Sp oder GP = absolvierte Spiele; T oder G = erzielte Tore; V oder A = erzielte Assists; Pkt oder Pts = erzielte Scorerpunkte; SM oder PIM = erhaltene Strafminuten; +/− = Plus/Minus-Bilanz; PP = erzielte Überzahltore; SH = erzielte Unterzahltore; GW = erzielte Siegtore; 1 Play-downs/Relegation; Kursiv: Statistik nicht vollständig)